# Набоков, Дмитрий Николаевич
Дми́трий Никола́евич Набо́ков (19 июня [1 июля] 1826—15 [28] марта 1904) — русский государственный деятель, сенатор, член Государственного совета, министр юстиции (1878—1885). Отец политика В. Д. Набокова, дед писателя Владимира Набокова и композитора Николая Набокова.

## Биография
Православный. Из старинного русского дворянского рода. Отец — Николай Александрович Набоков, флотский, затем гвардейский офицер, умер в 1873, мать — Анна Набокова, урожденная Назимова, умерла в 1847.
В 1845 году окончил Императорское училище правоведения с чином коллежского секретаря и поступил на службу во 2-е отделение 6-го департамента Сената. В следующем году был причислен к департаменту Министерства юстиции и назначен и.д. Симбирского уездного казённых дел стряпчего.
В 1848 году занял должность товарища председателя Симбирской судебной палаты гражданского суда. В 1850 году был назначен чиновником особых поручений при департаменте Министерства юстиции, продолжая исполнять должность товарища председателя судебной палаты. Затем был редактором 3-го (гражданского) отделения департамента Министерства юстиции (1851) и заведующим 6-м отделением этого департамента (1852). В 1853 году утверждён в должности управляющего 6-м отделением, а в декабре того же года переведён в Комиссариатский департамент Морского министерства исполняющим должность вице-директора. В следующем году был командирован в крепость Свеаборг для изыскания местных средств к обеспечению продовольствием судов 3-й флотской дивизии. В 1855 году утверждён в должности вице-директора департамента, участвовал в работе Комиссии для усовершенствования хозяйственной части морских госпиталей.
В 1857 году на Набокова было Высочайше возложено особое поручение, за отличное исполнение которого он удостоился монаршего благоволения. В апреле—сентябре 1858 временно управлял делами канцелярии генерал-адмирала Великого князя Константина Николаевича. Два года спустя временно заведовал эмеритальной кассой Морского ведомства. В 1862 назначен директором Комиссариатского департамента. В июне того же года был назначен состоять при наместнике Царства Польского Великом князе Константине Николаевиче и пожалован в гофмейстеры.
В 1864 году был назначен сенатором, присутствующим в 1-м отделении 3-го департамента Сената. Через два года был пожалован в статс-секретари Его Императорского Величества и перемещён в гражданский кассационный департамент Сената.
В 1867—1876 годах занимал пост начальника Собственной Е. И. В. канцелярии по делам Царства Польского; занимался преобразованием гражданского строя царства и введением судебной реформы на русских началах. В 1876 году назначен членом Государственного совета с производством в действительные тайные советники и с оставлением в звании статс-секретаря.
С 30 мая 1878 по 6 ноября 1885 года занимал должность министра юстиции. С 1882 года председательствовал в Особом комитете для составления проекта Гражданского уложения; в 1884 году совместно с Э. В. Фришем руководил работой Комитета по пересмотру действующих уголовных законов и разработке нового Уголовного уложения. Противодействовал судебной контрреформе, за что был отправлен в отставку.
После отставки с поста министра принимал деятельное участие в работе комиссий и совещаний Государственного совета.
Скончался в 1904 году. Похоронен на Никольском кладбище Александро-Невской лавры.

## Семья
16 сентября 1859 года в Париже женился на Марии фон Корф (1842—1926), дочери барона Фердинанда-Николая-Виктора фон Корфа (1805—1869), немецкого генерала русской службы. Их дети:
- Нина (1860—1944), в первом браке (1880—1909) за полковником Е. А. Раушем фон Траубенбергом, во втором (c 12 июля 1909) за вице-адмиралом Н. Н. Коломейцевым.
- Наталья (1862—1938), замужем за Иваном Карловичем де Петерсоном (?—1940), первым секретарём русского посольства в Брюсселе[5], сыном старшего сына от первого брака Элеоноры Тютчевой (Петерсон).
- Вера (1863—1938), за Иваном Григорьевичем Пыхачёвым (1864—1919)[6] , охотником и землевладельцем[7]
- Мария (1865—1867)
- Дмитрий (1867—1939/46/49)
- Сергей (1868—1940), прокурор Варшавской судебной палаты, последний действующий Курляндский губернатор.
- Владимир (1870—1922), публицист и политик, один из лидеров кадетской партии.
- Константин (1872—1927), дипломат, русский посланник в Лондоне после Февральской революции.
- Елизавета (1877—1942), фрейлина, замужем за князем Генрихом Фёдоровичем (Heinrich Gottfried Chlodwig) Сайн-Витгенштейном-Берлебургским (1879, Франкфурт — 1919, Винница, в тюрьме)[8], а после его смерти за Романом Фёдоровичем Лейкманом, гувернёром сыновей[7].
- Надежда (17.04.1882[9]—1954), замужем за Дмитрием Владимировичем Вонлярлярским (1880—1934), с которым она развелась в 1920 году, второй брак с Н. Розеном[10].

## Награды
- Орден Святого Владимира 3-й степени (26.09.1858)
- Орден Святой Анны 1-й степени (01.01.1867)
- Орден Святого Владимира 2-й степени (01.01.1870)
- Орден Белого орла (16.04.1872)
- Орден Святого Александра Невского (17.04.1874)
- Бриллиантовые знаки к ордену Святого Александра Невского (19.02.1880)
- особая Монаршая благодарность за труды в комиссии по введению мировых судебных установлений в прибалтийских губерниях (1880)
- Орден Святого Владимира 1-й степени (15.05.1883)
- Орден Святого Андрея Первозванного «за пятидесятилетнюю службу» (01.05.1895)
- серебряная медаль «За труды по устройству крестьян в Царстве Польском» (1868)
- светло-бронзовая медаль «В память войны 1853—1856 гг.» (1856)
- тёмно-бронзовая медаль «За усмирение польского мятежа» (1864)

Иностранные:
- черногорский орден князя Даниила I 1-й степени (1883)